# Klaus Holighaus
Klaus Holighaus (* 14. Juli 1940 in Eibelshausen; † 9. August 1994 am Rheinwaldhorn) war ein deutscher Segelflugzeugkonstrukteur und -pilot.
Holighaus begann bereits als Kind mit dem Modellflug auf dem Flugplatz in Hirzenhain. Als 19-Jähriger stellte er dort 1959 einen Weltrekord im Dauerflug für ein Modell auf. Nach dem Abitur begann Holighaus ein Maschinenbaustudium an der Technischen Universität in Darmstadt. Dort trat er der Akademischen Fliegergruppe bei, wo er unter anderem an der Konstruktion der D-36 beteiligt war.
Nach seinem Diplom erhielt Holighaus durch die persönliche Intervention von Martin Schempp eine Anstellung bei dem Flugzeugbauer Schempp-Hirth, wo er für die Entwicklung der Segelflugzeugmuster Cirrus, Standard Cirrus, Janus, Discus, Duo Discus, Ventus und Nimbus verantwortlich war.
Neben seiner Tätigkeit als Konstrukteur war Holighaus auch selbst Segelflieger. Er nahm an diversen nationalen und internationalen Meisterschaften teil, unter anderem wurde er 1981 Vizeweltmeister und gewann 1982, 1986 und 1988 die Europameisterschaften in der offenen Klasse. Daneben hielt er mehrere Segelflugweltrekorde. Am 9. August 1994 prallte Holighaus mit seinem Nimbus-4M an eine Felswand des Rheinwaldhorn, wodurch er tödliche Verletzungen erlitt.
Nach seinem Tod übernahm sein Sohn Tilo die Geschäftsverantwortung bei Schempp-Hirth und zu seinen Ehren wurde in Kirchheim unter Teck eine Straße in Klaus-Holighaus-Straße umbenannt.